# Lefka Ori (traghetto)
Il Lefka Ori è un traghetto di proprietà della Anek Lines ed in servizio per Superfast Ferries.

## Servizio
Varato il 31 marzo 1987 nel cantiere navale Mitsubishi Heavy Industries di Shimonoseki con il nome di Varuna e consegnato il 10 luglio dello stesso anno alla Higashi Nihon Ferry Co e Eiyu Shoji YK, entrò in servizio sulla Sendai-Tomakomai a partire dallo stesso mese.
Nel 1998 venne venduto alla greca Strintzis Line e ribattezzato Superferry Hellas, prendendo servizio il 6 gennaio 1999 nei collegamenti tra Patrasso, Igoumenitsa, Corfù, Venezia ed Ancona dopo aver svolto una serie di lavori di ristrutturazione a Perama.
Dal 2000 venne noleggiato alla Blue Ferries, che lo ribattezza Blue Horizon
Dal 1° ottobre 2003 venne impiegato sulla Patrasso-Igoumenitsa-Bari.
Dal 16 gennaio 2004 venne impiegato sulla Pireo-Chania.
Il 20 marzo 2004 scoppiò un incendio a bordo ed il traghetto venne evacuato.
Il 17 marzo 2005 riprese il servizio nei collegamenti tra Patrasso, Igoumenitsa e Bari.
Il 3 agosto 2008 venne venduto a titolo definitivo alla Blue Star Ferries Maritime SA.
Il 20 ottobre 2009 prese servizio sulla Pireo-Santorini-Kos-Rodi.
Dal 2 febbraio al 22 aprile 2010 venne disarmato al Pireo.
Il 23 aprile 2010 iniziò a operare sulla Pireo-Chania.
Dall' inizio del 2011 al 27 marzo dello stesso anno operò sulla Patrasso-Igoumenitsa-Bari. Il giorno seguente venne disarmato a Drapetsona ed il 21 dicembre successivo venne trasferito a Siros. Il 31 gennaio 2013 venne trasferito al Pireo
Dal 18 febbraio 2013 operò sulla Patrasso-Igoumenitsa-Bari.
Nel novembre del 2023 venne venduto alla Anek Lines venendo ribattezzato Lefka Ori.
A partire dal 3 marzo 2024 è in noleggio a Superfast Ferries e impiegato sulla Patrasso-Igoumenitsa-Venezia.

## Incidenti
Il 5 settembre 2023, durante la partenza dal Pireo per Creta, un passeggero autistico, munito di regolare biglietto, è stato spinto in mare da alcuni membri dell'equipaggio, causandone la morte.

## Navi gemelle
- Caribbean Fantasy (ex Victory)